# Norberto Díaz
Norberto Osvaldo Díaz (ur. 1 marca 1952 w Buenos Aires, zm. 18 grudnia 2010 w Buenos Aires) – argentyński aktor telewizyjny i teatralny.

## Wybrana filmografia
- 1980: Trampa para un soñador jako Polo
- 1993: Celeste siempre celeste jako Guido Pizzamiglio
- 1994: Más allá del horizonte jako Adalberto Gutiérrez
- 1994: Nano jako Rafael del Molino López
- 1994-95: Czarna perła (Perla negra) jako "Junior" Fernando Álvarez Toledo Jr.
- 1995: Sheik jako Mohamed
- 1997: Valeria (Ricos y famosos) jako Darío Servente
- 1998-99: Zbuntowany anioł (Muñeca brava) jako Damián Rapallo
- 2004: Floricienta jako Eduardo Fazzarino
- 2011: El elegido jako Dante Oviedo